# Avišag Sembergová
Avišag Sembergová (hebrejsky אבישג סמברג‎, * 16. září 2001 Gedera) je izraelská taekwondistka muší váhy.
V juniorské kategorii získala v roce 2016 bronzovou medaili na mistrovství světa a v roce 2017 bronz na mistrovství Evropy. Byla vlajkonoškou izraelské výpravy na Letních olympijských hrách mládeže 2018, kde obsadila páté místo. V roce 2019 byla třetí na mistrovství Evropy do 21 let a na seniorském mistrovství světa v taekwondu skončila v osmifinále. Zvítězila ve své kategorii na mistrovství Evropy klubů 2020 a v prosinci téhož roku vyhrála v Sarajevu evropský šampionát v olympijských váhových kategoriích.
V květnu 2021 vyhrála evropskou olympijskou kvalifikaci v Sofii. Na tokijské olympiádě vypadla v osmifinále nejlehčí váhové kategorie s pozdější vítězkou Panipak Wongpattanakitovou z Thajska, pak vyhrála oba opravné zápasy a získala bronzovou medaili. V devatenácti letech se stala nejmladší izraelskou olympijskou medailistkou v historii.
Na mistrovství Evropy v taekwondu v roce 2022 postoupila do finále, kde ji porazila Merve Dinçelová z Turecka.